# Jerzy Hertel
Jerzy Stanisław Hertel (ur. 9 września 1955 w Warszawie) – polski polityk, samorządowiec, inżynier i przedsiębiorca, poseł na Sejm IV kadencji.

## Życiorys
Ukończył studia na Wydziale Inżynierii Lądowej Politechniki Warszawskiej. W latach 1980–1991 pracował jako projektant i wicedyrektor Biura Projektów Przemysłu Cukrowniczego „Cukroprojekt”. Później kierował spółką prawa handlowego. W latach 1994–1999 pełnił funkcję dyrektora zarządu dzielnicy Praga-Północ, następnie do 2000 wicestarosty powiatu warszawskiego. Od 2000 do 2001 zajmował stanowisko wiceburmistrza gminy Warszawa-Centrum. Był radnym dzielnicy (1990–1994), gminy (1994–1998) i Warszawy (1998–2001).
Należał do Unii Wolności, następnie przeszedł do Platformy Obywatelskiej. Z list tego ugrupowania w 2001 uzyskał mandat posła IV kadencji z okręgu warszawskiego.
Uznawany za osobę bliską Pawłowi Piskorskiemu. We wrześniu 2003 został zawieszony w prawach członka PO. Nie wpisano go na listy wyborcze PO w 2005. Powrócił do działalności biznesowej.
W 2000 otrzymał Krzyż Kawalerski Orderu Odrodzenia Polski.